# Cerro del Espíritu Santo (Vera)

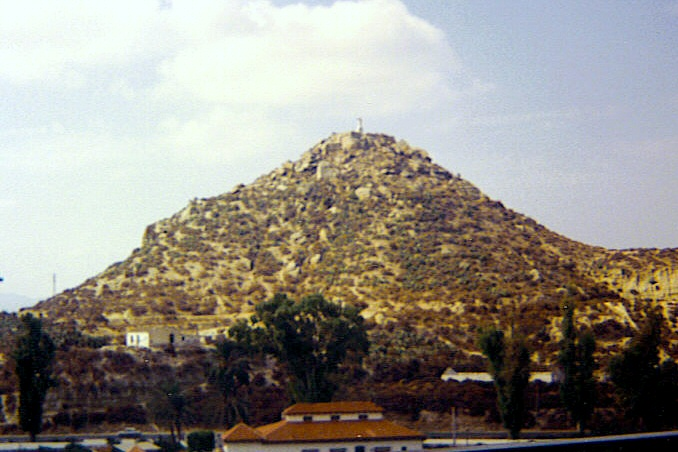
Cerro Espíritu Santo.

El cerro del Espíritu Santo se asienta sobre un cerro afectado por la erosión, al oeste de la población de Vera, (provincia de Almería, España).

## Yacimiento arqueológico
Existen yacimientos de gran potencial arqueológico, dado que se han constatado restos desde época prehistórica y romana tardía, aunque los restos más importantes lo vinculan directamente a momentos de la ocupación musulmana, en concreto a la ciudad de Bayra (Vera).
De este asentamiento se aprecia su perímetro amurallado, diversas torres de planta rectangular y una alcazaba que se situaba en la parte más elevada.
Las viviendas ocupaban las laderas, adaptándose al terreno y desarrollándose en terrazas. Por otro lado, a extramuros existían dos arrabales.
Los datos más antiguos de época islámica se remontan al siglo IX, cuando se convirtió en el centro administrativo de la comarca y camino natural de entrada hacia Almería por la zona de Levante, perteneciendo a la cora de Tudmir, dentro de la división territorial musulmana.

## Historia
Es en el cerro del Espíritu Santo, donde nace la Vera musulmana, ciudad fronteriza del reino nazarí de Granada con las cristianas tierras de Lorca a partir de la segunda mitad del siglo, y tierra por lo tanto de frecuentes enfrentamientos hasta su toma, en 1488, por Fernando el Católico.
En 1518 fue asolado por un terremoto que destruyó todo el pueblo, sólo quedando en pie parte de la muralla y algunos aljibes.
Posteriormente, tres arqueros lanzaron una flecha cada uno y la flecha que más lejos llegara, sería el lugar del nuevo emplazamiento del pueblo. A raíz de ello se comenzó a construir el convento de los padres mínimos cerca de esa localización.
En 17 de julio de 1949 se levantó el monumento del Sagrado Corazón de Jesús en lo alto del cerro, creando para ello un mirador. El proyecto, llevado a cabo por el ayuntamiento presidido por el alcalde D. Francisco Cervantes de Haro. La estatua tiene una altura de 4.50 metros, más 3.10 metros de pedestal, siendo en total 7.60 metros. La imagen tiene a sus pues una media esfera que representa al mundo. Se desconoce el autor de la misma.
El 5 de marzo de 2011 un rayo decapitó la imagen del sagrado corazón del mirador.

## Lugares de interés
- Restos arqueológicos
- Ermita siglo XIX
- Mirador
- Imagen del Sagrado Corazón de Jesús.